# Saritphong-Damm

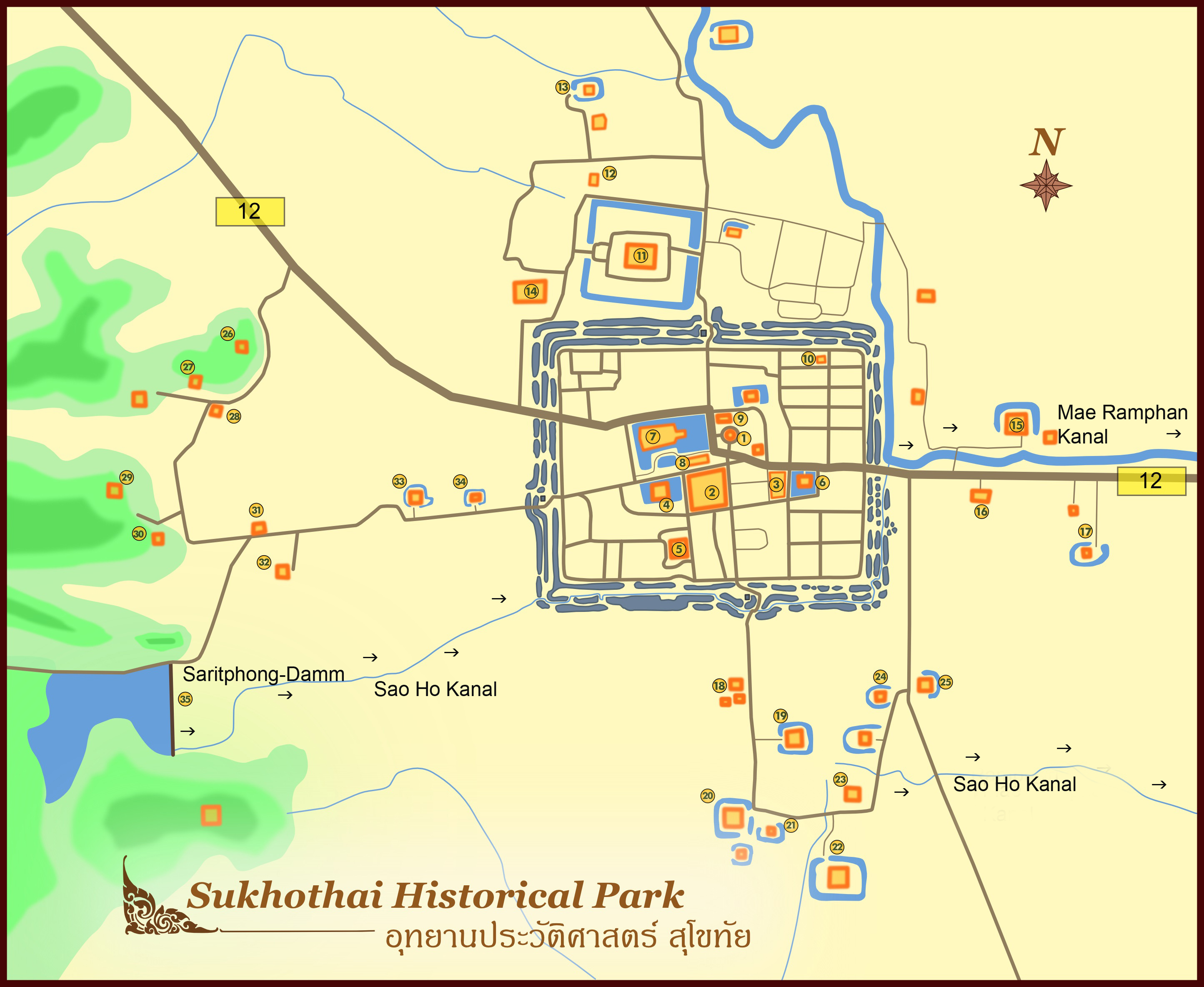
Saritphong-Damm, Wasserver- und -entsorgung des historischen Sukhothais

Saritphong-Damm
(Zustand 2019)

Der Saritphong-Damm, auch Phra-Ruang-Damm, (thailändisch สรีดภงส์,ทำนบพระร่วง), ist ein Staudamm sukhothaizeitlichen Ursprungs im Südwesten des UNESCO-Weltkulturerbes Geschichtspark Sukhothai im Tambon (Gemeinde) Mueang Kao des Amphoe (Landkreis) Mueang Sukhothai des Changwat (Provinz) Sukhothai im Norden Thailands. Der Saritphong-Damm wurde im 14. Jahrhundert errichtet und hatte die Funktion, das Hauptwasserreservoir zur Trinkwasserversorgung der Hauptstadt des antiken Königreiches Sukhothai aufzustauen.
Da die antike Hauptstadt im Gegensatz zu ihrer rund 13 km weiter östlich gelegenen, modernen Nachfolgerin über keine direkte Anbindung an ausreichende Mengen Wasser führende Fließgewässer verfügte, musste die Trinkwasserversorgung der historischen Metropole auf künstlichem Wege erfolgen. Zu diesem Zwecke wurde im rund drei Kilometer östlich der Stadt beginnenden Gebirge zwischen den Bergen Khao Kieo Ai Ma und Khao Phra Bat Yai ein Staudamm konstruiert. Die Konstruktion bestand und besteht aus einem erdummantelten Lateritkern. Durch diese Baumaßnahme gelang es, das Wasser der Bachläufe des Gebirges und die Niederschläge der Regenzeit aufzufangen. Von dem auf diese Weise entstandenen Stausee wurde das Wasser unter Ausnutzung des natürlichen Geländegefälles durch den Sao-Ho-Kanal zur Stadt geleitet und dort auf insgesamt vier Reservoirs („Ngoen“ (Silber), „Thong“ (Gold), „So“ (Limonenteich) und „Tra Kuan“ (Wasserspinat)) im Inneren der Stadtumwehrung verteilt. Die Entsorgung des Brauchwassers erfolgte über einen weiteren, den Mae-Ramphan-Kanal nach Osten hin in den Mae Nam Yom.
In der Mitte des 20. Jahrhunderts wurde der Damm in einer Kooperation zwischen dem Royal Irrigation Department (Abteilung für Bewässerung beim thailändischen Ministerium für Landwirtschaft und Kooperativen) und dem Fine Arts Department (Kulturministerium) unter Wahrung der denkmalpflegerischen Aspekte erneuert und erweitert. Nach dieser Maßnahme besaß er eine Länge von 487 Metern und eine Mächtigkeit von acht Metern bei einer Höhe über Grund von 10,5 m. Seine Staukapazität beträgt aktuell rund 400.000 Kubikmeter.